# Gai Juni Silà (cònsol l'any 10)
Gai Juni Silà (en llatí Caius Junius C. F. M. N. Silanus) va ser un sacerdot i magistrat romà. Formava part de la gens Júnia, i era de la família dels Silà.
Els Fasti el descriuen com a Flamen Martialis. Va ser elegit cònsol l'any 10 juntament a Publi Corneli Dolabel·la. Es podria pensar que era fill de Gai Juni Silà, que va ser cònsol l'any 17 aC, però el Fasti l'anomenen C. F. M. N. Silanus i el cònsol de l'any 17 aC era fill de Gai i, per tant, hauria de ser C. F. C. N.
Va ser procònsol de la província romana d'Àsia l'any 22 i va ser acusat de malversació pels provincials. A aquesta acusació els seus enemics al senat van afegir la de majestas (traïció) i sacrilegi contra August. Tàcit diu que aquestes acusacions es van fer per evitar que els amics de Silà poguessin declarar. Es va proposar desterrar-lo a l'illa de Gyaros, però Tiberi va canviar el lloc pel Monte Cinto, a l'illa de Còrsega, més hospitalària.